# Lestes praecellens
Lestes praecellens är en trollsländeart som beskrevs av Maurits Anne Lieftinck 1937. Lestes praecellens ingår i släktet Lestes och familjen glansflicksländor. Inga underarter finns listade i Catalogue of Life.